# Wilhelm Geiger
Wilhelm Ludwig Geiger (født 21. juli 1856 i Nürnberg, død 2. september 1943 i Neubiberg) var en tysk orientalist og sprogforsker, far til Hans Geiger.
Geiger blev 1886 privatdocent i München og senere (1891) professor i sanskrit i Erlangen. Han har indlagt sig betydelige fortjenester, først af studiet af de iraniske sprog, især de moderne dialekter i det nordlige og østlige Persien, derefter af de indiske sprog, navnlig pali og singhalesisk hvortil han foretog originale undersøgelser under en videnskabelig rejse til Ceylon 1895—96. Hans vigtigste arbejder er: Handbuch der Awestasprache (1879); Ostiranische Kultur im Altertum (1882); Die Pamirgebiete, eine geographische Monographie (1887); Etymologie des Balucl, Lautlehre des Balucl og Etymologie und Lautlehre des Afghanischen (alle i Abhandlungen der Königlichen bayerischen Akademie 1892—93); Ceylon. Tagebuchblätter und Reise-erinnerungen (1897); Etymologie des Singhalesischen (i Abhandlungen der Königlichen bayerischen Akademie 1897); Maledivische Studien (sammesteds 1901—02); Litteratur und Sprache der Singhalesen (i Grundriss der indo-arischen Philologie, I 10) (1901); Mahavamsa und Dipavamsa und die geschichtliche Ueberlieferung in Ceylon (1905); en udgave af Mahavamsa (i Pali Text Societys skrifter 1908) og en engelsk oversættelse af samme (1912); Pali, Litteratur und Sprache (i Grundriss der indo-arischen Philologie, I. 7) (1916). Geiger har endvidere udgivet en meget benyttet Elementarbuch der Sanskrit-Sprache. Grammatik, Lesestucke und Glossar (1888; 2. oplag 1909), og i forening med Ernst Kuhn udgav og redigerede han det store samlerværk Grundriss der iranischen Philologie und Altertumskunde 1895 ff., i hvilket han selv har behandlet de iraniske dialekter.